# Franciszek Bronikowski

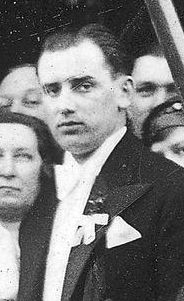
Franciszek Bronikowski (1932)

Franciszek Jan Bronikowski (* 25. Februar 1907 in Bydgoszcz; † 1. Dezember 1964 in Milanówek) war ein polnischer Ruderer.
Franciszek Bronikowski ruderte für die Rudergesellschaft BTW Bydgoszcz. Bei den Europameisterschaften 1926 gewann der polnische Vierer mit Steuermann in der Besetzung Franciszek Bronikowski, Leon Birkholc, Mieczyslaw Figurski, Franciszek Janik und Franciszek Brzesinski die Bronzemedaille hinter den Booten aus Italien und der Schweiz. Auch bei den Olympischen Spielen 1928 siegte in dieser Bootsklasse der italienische Vierer vor den Schweizern und den Polen mit Franciszek Bronikowski, Edmund Jankowski, Leon Birkholc, Bernard Ormanowski und Bolesław Drewek. Seine letzte internationale Medaille gewann Bronikowski bei den Europameisterschaften 1929. Zusammen mit Jerzy Braun, Edmund Jankowski und Leon Birkholc erhielt er die Bronzemedaille im Vierer ohne Steuermann.
Sein Enkel Adam Bronikowski ruderte ebenfalls für Polen bei Olympischen Spielen.